# Felicja Tomiak
Felicja Tomiak z domu Biel (ur. 29 stycznia 1941 w Śleszowicach, zm. 17 lipca 2005) – polska włókiennik i polityk, posłanka na Sejm PRL VIII kadencji.

## Życiorys
Córka Wojciecha i Karoliny. Od 1964 do 1966 była członkinią oddziałowej komisji rewizyjnej Polskiego Towarzystwa Turystyczno-Krajoznawczego w Andrychowie. Uzyskała wykształcenie średnie zawodowe. Pracowała jako mistrz w Andrychowskich Zakładach Przemysłu Bawełnianego „Andropol”.
Od 1962 należała do Polskiej Zjednoczonej Partii Robotniczej. Była członkinią egzekutywy Komitetu Wojewódzkiego PZPR w Bielsku-Białej (od 1975), plenum KW i egzekutywy Komitetu Miejsko-Gminnego w Andrychowie i plenum Komitetu Zakładowego PZPR w Andrychowie. Od 1969 radna Powiatowej Rady Narodowej w Wadowicach, potem radna Wojewódzkiej Rady Narodowej w Bielsku-Białej. W 1980 uzyskała mandat posłanki na Sejm PRL VIII kadencji w okręgu Andrychów. Zasiadała w Komisji Administracji, Gospodarki Terenowej i Ochrony Środowiska, Komisji Przemysłu Lekkiego, Komisji Administracji, Komisji Gospodarki Przestrzennej i Ochrony Środowiska oraz w Komisji Skarg i Wniosków.
Pochowana wraz z mężem Mieczysławem (1938–2018) i jego rodzicami na cmentarzu komunalnym w Andrychowie.

## Odznaczenia
- Medal 30-lecia Polski Ludowej
- Złote Odznaczenie im. Janka Krasickiego
- Srebrne Odznaczenie im. Janka Krasickiego
- Brązowe Odznaczenie im. Janka Krasickiego